# Peter Scherer (Fotograf)

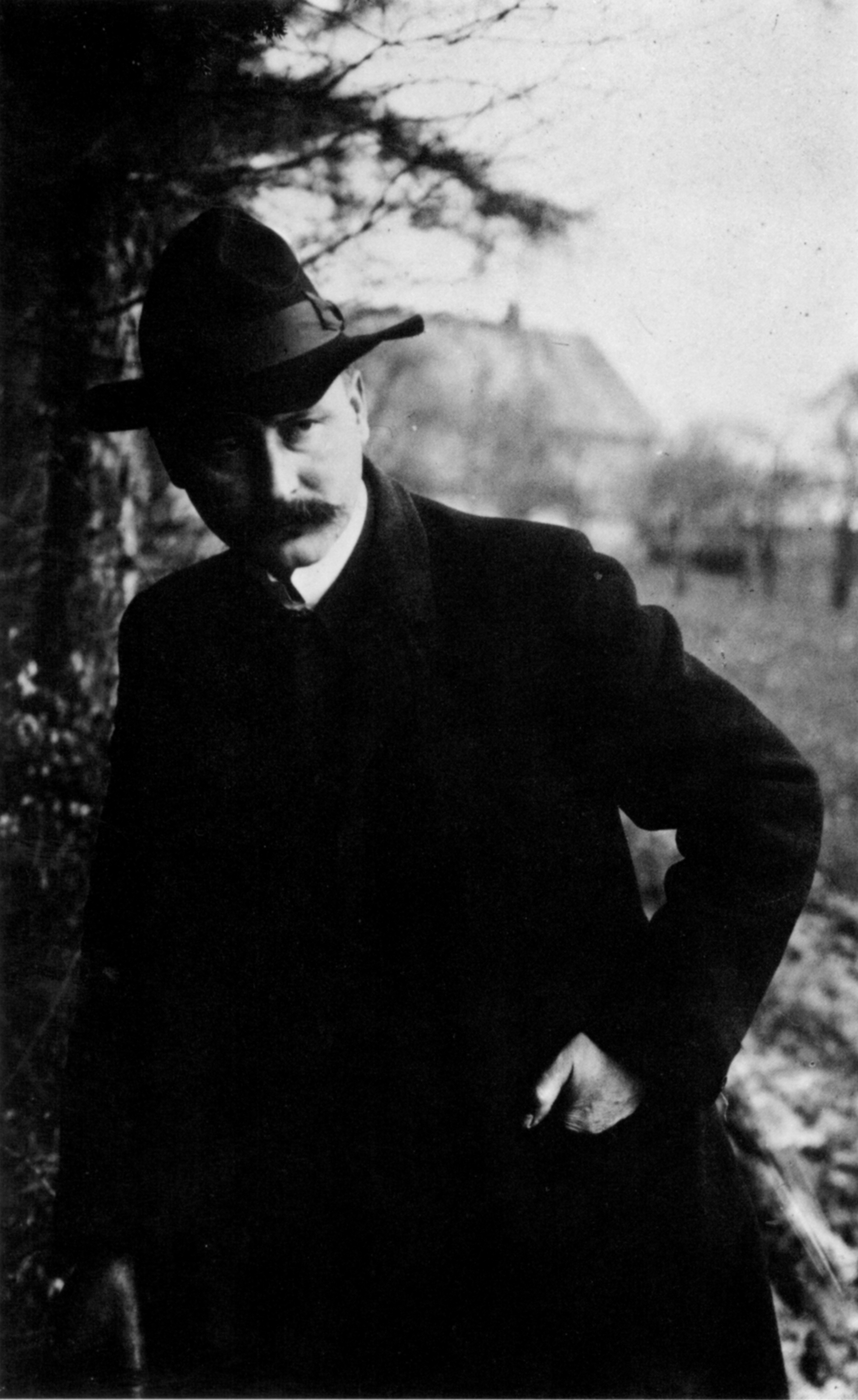
Porträt Peter Scherer

Peter Scherer (* 26. April 1869 in Gondorf; † 30. Mai 1922 in Ravensburg) war ein deutscher Fotograf.

## Leben

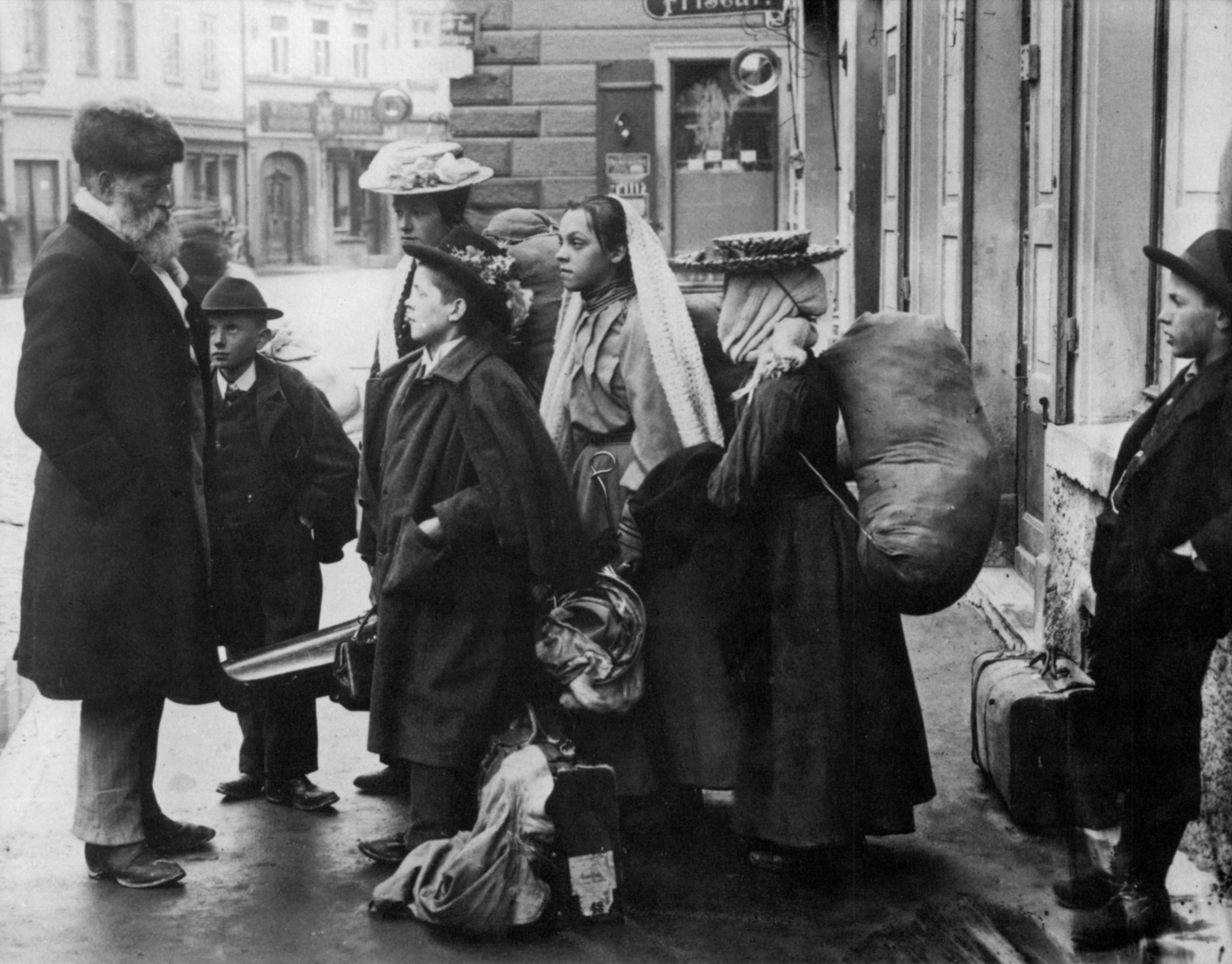
Hütekinder in Oberschwaben (Foto von Peter Scherer, wohl um 1900)

Peter Scherer wurde in der Moselgemeinde Gondorf als eines der vier Kinder des Lehrers Sebastian Scherer und dessen Ehefrau Margarethe geb. Münch geboren. Nach der im nahen Koblenz absolvierten Ausbildung zum Fotografen und dem Militärdienst ging er 1891 nach Ravensburg. Dort arbeitete er zunächst für den Fotografen Karl Weiss, dessen Studio er 1893 übernahm. Scherer gründete, um dem großen Konkurrenzdruck auf dem Gebiet der Fotografie in Ravensburg auszuweichen, 1898 in Koblenz ein Fotografengeschäft, kehrte jedoch bereits zwei Jahre später wiederum nach Ravensburg zurück. Dort entwickelte der auch labortechnisch sehr beschlagene Fotograf seine besonderen künstlerischen Ambitionen, die vor allem darin bestanden haben, auf meisterliche Weise … den Menschen in seiner Umwelt und angestammten Umgebung darzustellen. Seine Arbeiten sind auf Ausstellungen vielfach ausgezeichnet worden. Überregional bekannt geworden sind insbesondere Scherers Aufnahmen von Vorarlberger Hütekindern. Scherer war seit 1893 mit Emilie, der Tochter des Malers Julius Weiss und Schwester seines früheren Arbeitgebers Karl Weiss, verheiratet, mit der er fünf Kinder hatte.

## Publizierte Werke
- Gute alte Zeit? Hrsg. von Peter Scherer jr. mit Versen von Gerd Schneider. Konrad Theiss, Stuttgart / Aalen 1974.